# Sangalopsis fulvimedia
Sangalopsis fulvimedia là một loài bướm đêm trong họ Geometridae.